# Markku Taskinen
Markku Aulis Taskinen (Kuusamo, 25 febbraio 1952) è un ex mezzofondista e velocista finlandese.

## Palmarès

### Europei
- 2 medaglie:
  - 2 bronzi (Roma 1974 negli 800 m piani; Roma 1974 nella staffetta 4x400 m)

### Europei indoor
- 1 medaglia:
  - 1 oro (Milano 1978 negli 800 m piani)